# Membrane échangeuse d'ions
Une membrane échangeuse d'ions est une membrane semiperméable qui laisse diffuser certains ions dissous mais reste imperméable à d'autres ions ou molécules neutres. Ces membranes ont donc une conductivité ionique et sont souvent utilisées dans les applications de dessalement et de récupération chimique grâce à leur capacité à laisser diffuser certains ions d'une solution à une autre tout en ne laissant passer que très peu d'eau. Les membranes échangeuses de protons sont un type particulier de membranes échangeuses d'ions, qui laissent circuler les cations H+ ; les membranes échangeuses d'anions, employées dans certaines piles à combustible alcalines dites à membrane échangeuse d'anions, sont un autre type de membranes échangeuses d'ions, qui laissent circuler les anions hydroxyde OH−.

## Structure et fonctionnement
Une membrane échangeuse d'ions est généralement réalisée en polymère organique ou inorganique avec des chaînes latérales chargées (ioniques), comme les résines échangeuses d'ions. Les membranes échangeuses d'anions contiennent des groupes cationiques fixes avec des anions principalement mobiles : les anions étant l'espèce majoritaire, ils assurent l'essentiel de la conductivité ionique de ces membranes ; la situation est inverse pour les membranes échangeuses de cations.
Les membranes échangeuses d'ions dites hétérogènes sont bon marché avec une composition épaisse, une plus grande résistance et une surface rugueuse qui peut être sujette à l'encrassement ; réciproquement, les membranes dites homogènes sont plus chères avec une composition plus fine, une résistance plus faible et une surface lisse moins susceptible de s'encrasser : les surfaces membranaires homogènes peuvent être modifiées pour ajuster la sélectivité de la membrane vis-à-vis des protons, des ions monovalents et des ions divalents.
La sélectivité d'une membrane échangeuse d'ions n'est pas due à un blocage physique ou à une exclusion électrostatique d'espèces chargées spécifiques, mais plutôt à l'effet Gibbs-Donnan. La sélectivité d'une membrane au passage d'ions de charges opposées est appelée sa permsélectivité.

## Applications
Les membranes échangeuses d'ions sont traditionnellement utilisées en électrodialyse ou en dialyse par diffusion au moyen respectivement d'un potentiel électrique ou d'un gradient de concentration pour transporter sélectivement des espèces cationiques et anioniques. Lorsqu'elles sont mises en œuvre dans un processus de dessalement par électrodialyse, les membranes échangeuses d'anions et de cations sont généralement agencées selon un motif alterné entre deux électrodes (une anode et une cathode) à l'intérieur de la cellule d'électrodialyse. Un potentiel est appliqué sous forme de tension générée au niveau des électrodes.
Une cellule d'électrodialyse industrielle typique se compose de deux chambres : une chambre produit-eau et une chambre concentré-rejet. Pendant le fonctionnement de la cellule, les sels sont déplacés du produit vers le concentré. Ainsi, le flux de rejet est concentré tandis que le flux de produit est dessalé.
Parmi les exemples d'applications des membranes échangeuses d'ions utilisées dans l'électrodialyse et l'inversion d'électrodialyse (en) (EDR), on peut mentionner notamment le dessalement de l'eau de mer, le traitement des eaux usées industrielles très dures et d'autres types d'eaux usées, ainsi que l'industrie agroalimentaire.